# Jan van Gendt (voetballer)
Johannes Petrus Andres ("Jan") van Gendt (Leeuwarden, 16 maart 1897 – Amsterdam, 15 augustus 1971) was een Nederlands voetballer.
Van Gendt kwam als aanvaller uit voor AVV De Spartaan (1917-1923) en speelde tussen mei 1921 en maart 1922 in totaal vijf wedstrijden voor het Nederlands voetbalelftal. In 1921 was hij betrokken bij de mislukte poging om onder de naam Amsterdam een profclub op te richten. Tussen 1923 en 1925 speelde hij voor Robur et Velocitas. Hierna speelde hij nog voor Theole (1925), wederom De Spartaan (1926) en Hortus uit Amsterdam (1927).
Hij was werkzaam als  verkoper van kantoorbenodigdheden en kwam op 15 augustus 1971 in de Bilderdijkstraat in Amsterdam om het leven toen hij onder een tram liep.